# Havsöron
Havsöron, även känd som abalone eller öronsnäckor, (Haliotidae) är en familj av framgälade snäckor. Den omfattar det enda släktet Haliotis, vars arter främst förekommer i Stilla havet och Indiska oceanen. Typart är Haliotis asinina, som beskrevs av Carl von Linné 1758.

## Biologi
Det finns knappt 50 arter inom familjen havsöron, som växer fastsatt på hårdbottnar. Det skålformade skalet kan bli 30 cm stort, med en insida som glänser av pärlemor och en klart färgad utsida. Skalet har en låg spira, och den yttersta av de få vindlingarna har en rad hål.

## Havsöron och människan
Skal av havsöron har en grund spiralform. Insidan av skalet har ett tjockt lager av pärlemor, som hos många arter är mycket iriserande och använts av människan i olika dekorationssyften. Det näringsrika köttet är på många platser ansett som smakfullt och konsumeras rått eller tillagat i olika maträtter. I Japan anses vissa arter av havsöra som en delikatess på grund av dess rika smak, och det används till sushi. I USA har ett överutnyttjande av arten tvingat myndigheterna till att reglera fångsten av havsöron.
Arkeologiska fynd i Palo Alto i Kalifornien har visat att skal från dessa snäckor – rika på pärlemor som de är – har använts som amuletter och betalningsmedel. Skal av havsöron används även inom New Age vid meditation och sägs då motverka ångest.
Flera arter är utrotningshotade, främst på grund av det massiva fiske som på många håll inleddes på 1960-talet. Ett annat hot utgör utsläpp och klimatförändringar. Illegal handel med fridlysta havsöron utgör ett stort hot mot flera arter.